# Râul Sohodol, Orlea
Râul Sohodol este un curs de apă, afluent al râului Orlea. 